# Ophiomyia lunatica
Ophiomyia lunatica är en tvåvingeart som beskrevs av Spencer 1961. Ophiomyia lunatica ingår i släktet Ophiomyia och familjen minerarflugor. Inga underarter finns listade i Catalogue of Life.